# Fredrik Olaus Nilsson
Fredrik Olaus Nilsson, ofta kallad F.O. Nilsson, född 28 juli 1809 på Vendelsö i Värö socken (i nuvarande Varbergs kommun) i norra Halland, död i Sheldon, Minnesota, USA 21 oktober 1881, var en svensk sjöman, predikant och grundare av Sveriges första baptistförsamling.

## Biografi

### Ungdomen och omvändelse
Nilsson flyttade som ung till Onsala, och gick till sjöss som 18-åring. År 1834 upplevde han en religiös omvändelse och kom till tro bland svensktalande metodister i USA. Under några år var han verksam som missionär, innan han 1839 återvände till Sverige.
Året därpå kom Nilsson i kontakt med metodistpredikanten George Scott, som var missionär i Stockholm. Scott lyckades få Sjömansvännernas Sällskap i New York att anställa Nilsson som sjömansmissionär i Göteborg. Senare kom Nilsson även att arbeta som bibelkolportör för British and Foreign Bible Society.
I juli 1845 gifte sig Nilsson med Sophia Ulrika Olsson (1812–1903) från Göteborg, dotter till arbetskarlen Olof Olsson och hans hustru Fredrika Charlotta Jacobsson.
Samma år kom Nilsson också i kontakt med sjökapten Gustaf Wilhelm Schröder som försåg honom med baptistiska dopskrifter från USA. Nilsson blev övertygad om den baptistiska dopsynen, och 1847 reste Nilsson till Hamburg där han den 1 augusti döptes av baptistpastorn J.G. Oncken.

### Sveriges första baptistdop och baptistförsamling
I september 1848 skedde det första baptistiska dopet i Sverige. Nilsson hade låtit hämta den danske baptistpredikanten A.P. Förster från Danmark. Eftersom omdop var ett lagbrott reste Förster i hemlighet, och Nilsson själv hämtade upp med båt i Göteborg för att sedan ro honom till Vallersvik i Landa socken (nuvarande Kungsbacka kommun).
På kvällen den 21 september 1848 förrättade Förster dop av Nilssons hustru Sofia Ulrika, hans två bröder Kristian och Nicklas Nilsson, Anders Wång och Abraham Lindström. Dopakten slutade först efter midnatt, och Förster sändes omedelbart landvägen tillbaka mot Göteborg och Danmark.
Under natten gick Nilsson och de nydöpta tillsammans till brodern Nicklas Nilssons hem, Borekullastugan strax norr om Frillesås, där de bildade Sveriges baptistförsamling. (En slags replika av Borekullastugan finns fortfarande bevarad, och utgör en del av Vallersvikskyrkans anläggningar.) Nilsson utsågs till församlingens äldste och föreståndare.

### Mission i Halland och Göteborgsområdet
Efter att baptistförsamlingen bildats fortsatte Nilsson att predika och döpa människor i Halland och Göteborgsområdet. Nyårsafton 1848 döpte han fyra personer i Göta älvs mynning. Under 1849 ledde han gudstjänster och döpte i Göteborg.
Mötena skedde i de troendes hem, men stördes ofta av så väl allmänheten som representanter för Svenska kyrkan. Tvångsdop av baptisternas barn förekom, och 1849 anmäldes Nilsson till domkapitlet i Göteborgs stift, som gav honom en varning för "spridande av villfarande lära".
I tidningsreferat av 1850 års rättegång mot Nilsson framkommer att han framför allt varit aktiv som predikant i Berghem, Onsala, Värö och Göteborg. Nyårsdagen 1850 ledde dock Nilsson en samling i ett hem i Skene, när en folkhop gav sig på de församlade och förde Nilsson till länsman. Han blev satt i Skene häradshäkte i sju dagar.
Då Nilsson inte upphört med sin mission efter domkapitlets varning, kallades han i mars 1850 till Göta hovrätt. Den 26 april dömde hovrätten honom till landsförvisning. I domstolsprotokollen framgår att baptisterna nu uppgår till 47 eller 48 personer. Nilsson överklagade domen till Högsta domstolen, som dock fastställde hovrättens dom den 9 oktober 1850. En nådeansökan till kung Oskar I avslogs 27 januari 1851, trots att Nilsson sökte och fick en personlig audiens med kungen. Inte heller protester från Storbritanniens utrikesminister Lord Palmerston hjälpte.

### Landsförvisningen
Den 4 juli 1851 lämnade Nilsson till sist Sverige, som landsförvisad. Han reste till Köpenhamn, sedan till Hamburg och därifrån vidare till Evangeliska Alliansens möte i London, den 20 augusti till 3 september, där han talade om bristen på religionsfrihet i Sverige.
Nilsson utsågs snart till pastor för Köpenhamns första baptistförsamling. Det var i denna egenskap som han den 23 juli 1852 döpte Anders Wiberg, präst i Svenska kyrkan som kommit till övertygelse om den baptistiska dopsynen. Wiberg skulle bli en av den svenska baptismens förgrundsfigurer. Våren 1853 avgick han som pastor i Köpenhamn. Innan dess besökte han Sverige och förrättade den första frikyrkliga vigseln i landet. Polisen dök upp och fick honom att ge sitt hedersord på att lämna Sverige snarast. 
I april 1853 utvandrade Nilsson, hans hustru och ett 20-tal svenska baptister till Amerika för att bosätta sig i Minnesota, där de bland annat bildade en baptistförsamling. En av församlingens medlemmar var Andrew Peterson, vars dagböcker från epoken bevarats som källmaterial, och som även utgjorde inspiration till Vilhelm Mobergs utvandrarserie.

### Göteborgs första baptistförsamling
Konventikelplakatet upphävdes 1858 och Nordisk familjebok anför att reaktionerna på Nilssons landsförvisning var en bidragande orsak till den ökade religionsfriheten. Nilsson återvände till Sverige 1860, och benådades från landsförvisningen i december samma år. Året därpå blev han föreståndare för den nybildade Göteborgs första baptistförsamling, och verkade där till 1868, då han reste tillbaka till Amerika.

### Sista tiden i USA
Makarna Nilsson slog sig ner i Houston, Minnesota och anslöt sig till den svenska baptistförsamlingen där. Fredrik Olaus Nilsson tjänade av och till som församlingens pastor till 1876, då 13 medlemmar lämnade församlingen i protest mot Nilssons teologiska utveckling. I skrift hade han nämligen, inspirerad av transcendentalisten Theodore Parker, bland annat ifrågasatt treenigheten.